# Zastawie (województwo kujawsko-pomorskie)
Zastawie – wieś w Polsce położona w województwie kujawsko-pomorskim, w powiecie brodnickim, w gminie Zbiczno.

## Podział administracyjny
W latach 1975–1998 miejscowość należała administracyjnie do województwa toruńskiego.

## Demografia
Według Narodowego Spisu Powszechnego (III 2011 r.) liczyło 162 mieszkańców. Jest dziesiątą co do wielkości miejscowością gminy Zbiczno.